# سوئیس اسپیس
سوئیس اسپیس (انگلیسی: Swiss Space) شرکت هوافضای سوئیسی است، که در سال ۲۰۱۲ توسط کلود نیکولیه تأسیس شد.